# Hrgar
Hrgar je naseljeno mjesto u gradu Bihaću, Federacija Bosne i Hercegovine, BiH. Nalazi se jugoistočno od Bihaća.

## Stanovništvo

### 1991.
Nacionalni sastav stanovništva 1991. godine, bio je sljedeći:
ukupno: 81
- Srbi - 81

### 2013.
Prema popisu iz 2013. godine bio je bez stanovnika.

## Vanjske poveznice
- Satelitska snimka  Arhivirana inačica izvorne stranice od 19. veljače 2021. (Wayback Machine)